# Acanthaspidia
Acanthaspidia is een geslacht van pissebedden uit de familie Acanthaspidiidae. De wetenschappelijke naam is voor het eerst geldig gepubliceerd in 1893 door Thomas Roscoe Rede Stebbing.
Stebbing publiceerde de naam Acanthaspidia als nomen novum voor Acanthoniscus, de naam die Georg Ossian Sars in 1879 had aangenomen voor dit geslacht. Die naam bleek echter reeds in gebruik te zijn voor een ander geslacht van pissebedden (Acanthoniscus Kinahan, 1859).
De Acanthaspidia zijn diepzeesoorten die zowel in de noordelijke als zuidelijke Atlantische Oceaan en het continentaal plat rond Antarctica voorkomen, tot op 4.000 meter diepte. De pissebedden zijn blind.